# Сравнително предимство
В даден икономически модел агентите имат сравнително предимство пред другите при производството на конкретна стока, ако могат да произвеждат тази стока при по-нисък относителен алтернативен разход (или разход при автаркия), т.е. при по-нисък относителен пределен разход, преди търговията. Сравнителното предимство описва икономическата реалност на ползите от търговията за отделни хора, фирми или държави, произтичащи от различията в техните активи (труд, капитал, земя и предприемачество) или технологичен прогрес.
За сравнение, при абсолютното предимство се сравнява продуктивността за единица време (ефективност на труда) или за количество вложен материал (парична ефективност). Абсолютното предимство се счита за по-интуитивно, но и по-неточно (и в някои случаи дори ненужно) като причина за търговия. Според сравнителното предимство, търговията има смисъл, когато алтернативните разходи за производство на стоки в различните страни са различни. С други думи, търговията може да има смисъл и когато една страна има абсолютно предимство в производството на всички стоки – но има сравнително предимство само в производството на някои стоки.
Дейвид Рикардо разработва класическата теория за сравнителното предимство през 1817 г., за да обясни защо страните участват в международна търговия, дори когато работниците в една страна са по-ефективни в производството на всяка отделна стока, отколкото работниците в други страни. Той демонстрира, че ако две страни, способни да произвеждат две стоки, участват на свободния пазар, тогава всяка страна ще увеличи общото си потребление, ако изнася стоката, за която има сравнително предимство, и внася другата стока; условието е да производителността на труда да се различава между двете страни.  (забележете: тази теория приема, че капиталът и работната сила не се движат между страните)
Широко считана за едно от най-мощните, но и противоинтуитивни, прозрения в икономиката, теорията на Рикардо предполага, че сравнителното предимство, а не абсолютното предимство, е отговорно за голяма част от международната търговия.

## Класическата теория и формулировката на Дейвид Рикардо
Адам Смит за първи път намеква идеята за абсолютно предимство като основа за международната търговия през 1776 г. в „Богатството на народите“:
| „ | Ако чужда страна може да ни достави стока по-евтино отколкото ние можем да я произведем, по-добре е да я купим от тях с част от продукцията на нашата собствена индустрия, използвана по начин, по който имаме някакво предимство. Общата производителност на страната ни, която винаги е пропорционална на капитала, който я използва, няма да бъде намалена по този начин [...], а само ще остане да се намери как да бъде използвана най-смислено. | “ |

Няколко десетилетия след Смит, през 1808 г., Робърт Торънс формулира предварителна дефиниция на сравнителното предимство като загуба от спирането на търговията:
| „ | Ако искам да узная степента на предимството, което произтича за Англия, когато тя даде на Франция широко платно на стойност сто паунда в замяна на дантела на същата стойност, вземам количеството така придобита дантела и го сравнявам с количеството, което тя би могла да придобие при производство у дома, ако се ползват същите количества на труд и капитал. Дантелата, която остава след изчислението на труда и капитала, вложени в плата при производство у дома, е размерът на предимството, което Англия извлича от размяната. | “ |

През 1817 г. Дейвид Рикардо публикува текст, който оттогава става известен като теория на сравнителните предимства в книгата си „За принципите на политическата икономия и данъчно облагане“.

### Примерът на Рикардо
В известен пример Рикардо разглежда световна икономика, състояща се от две държави, Португалия и Англия, всяка от които произвежда две стоки с еднакво качество. В Португалия, априори по-ефективната страна, е възможно да се произвеждат вино и плат с по-малко труд, отколкото би било необходимо за производството на същите количества в Англия. Обаче, относителните разходи (или класирането на разходите) за производство на тези две стоки се различават в различните страни.
| Стока и Страна | Плат | Вино |
| -------------- | ---- | ---- |
| Англия         | 100  | 120  |
| Португалия     | 90   | 80   |

В тази илюстрация:
- Англия може да отдели 100 часа труд, за да произведе 1 единица плат или 56 единици вино
- Португалия може да отдели 100 часа труд, за да произведе 109 единици плат или 108 единици вино
- Така, Португалия притежава абсолютно предимство в производството както на платове, така и на вино поради повече произведени на час (от109 > 1)

Ако капиталът и работната сила бяха мобилни, и виното, и платът би трябвало да се произвеждат в Португалия, като капиталът и труда на Англия да изчезнат. Но ако не са мобилни, както Рикардо ги смята като цяло, то сравнителното предимство на Англия (поради по-ниските алтернативни разходи) в производството на плат значи, че тя има стимул да произвежда повече от тази стока; платът е относително по-евтината за производство стока за Англия – приемайки, че могат да търгуват на пазара за другия продукт.
При липса на търговия:
- Англия се нуждае от 220 часа работа, за да произведе и консумира по една единица плат и вино
- Англия е по-ефективна в производството на плат, отколкото на вино
- Португалия се нуждае от 170 часа работа, за да произведе и консумира същите количества
- Португалия е по-ефективна в производството на вино отколкото на плат.

Така, ако всяка страна се специализира в стоката си със сравнително предимство, тогава световното производство на двете стоки се увеличава, тъй като:
- Англия може да изразходва 220 работни часа, за да произведе 2,2 единици плат
- Португалия може да изразходва 170 часа, за да произведе 2,125 единици вино

Освен това, ако и двете страни се специализират по този начин и Англия изтъргува 1 единица от своя плат за 56 до98 единици вино от Португалия, след това и двете страни могат да консумират по поне 1 единица плат и вино; и да останат от 0 до 0,2 единици плат и от 0 до 0,125 единици вино, които да се консумират (като бонус) или да се изнесат с цел някакъв друг приход.
Следователно и Англия, и Португалия могат да консумират повече вино и платове при свободна търговия, отколкото в автаркия .

## Критика
Изтъкват се няколко аргумента, включително от някои икономисти, срещу сравнителното предимство като защита на свободната търговия. Джеймс Брандер и Барбара Спенсър демонстрират как в стратегическа обстановка, където няколко фирми се конкурират на световния пазар, експортните субсидии и ограниченията за внос могат да попречат на чуждестранните фирми да се конкурират с националните фирми, като така повишават благосъстоянието в страната.
Някои икономисти оспорват твърденията за ползата от сравнителното предимство. Джеймс К. Галбрайт заявява, че „свободната търговия е постигнала статута на бог“ и че „ ...нито един от най-успешните търговски региони в света, включително Япония, Корея, Тайван, а сега и континентален Китай, не достигна сегашния си статус чрез приемане на неолиберални търговски правила.“ Той твърди, че сравнителното предимство се основава на допускането за постоянна възвръщаемост, което според него обикновено не се случва. Според Галбрайт, нациите, хванати в капан на специализация в селското стопанство, са обречени на вечна бедност, тъй като селското стопанство зависи от земята, ограничен природен ресурс, който не се увеличава.